# Giro del Veneto 1968
Il Giro del Veneto 1968, quarantunesima edizione della corsa, si svolse il 21 settembre 1968 su un percorso di 253 km. La vittoria fu appannaggio dell'italiano Alberto Della Torre, che completò il percorso in 6h30'00", precedendo i connazionali Bruno Mealli e Giancarlo Polidori.

## Ordine d'arrivo (Top 10)
| Pos. | Corridore            | Squadra        | Tempo    |
| ---- | -------------------- | -------------- | -------- |
| 1    | Alberto Della Torre  | Filotex        | 6h30'00" |
| 2    | Bruno Mealli         | Faema          | s.t.     |
| 3    | Silvano Schiavon     | Pepsi Cola     | s.t.     |
| 4    | Eraldo Bocci         | Germanvox-Wega | s.t.     |
| 5    | Mario Anni           | Molteni        | s.t.     |
| 6    | Alfio Poli           | Filotex        | s.t.     |
| 7    | Dino Zandegù         | Salvarani      | a 55"    |
| 8    | Roger Swerts         | Faema          | a 2'00"  |
| 9    | Giancarlo Polidori   | Pepsi Cola     | s.t.     |
| 10   | Giampaolo Cucchietti | Max Meyer      | a 3'10"  |